# برت بوم
برت بوم (هلندی: Bert Boom؛ زادهٔ ۶ مهٔ ۱۹۳۸) دوچرخه‌سوار اهل هلند است.
وی در مسابقات کشوری و بین‌المللی در مجموع برندهٔ ۱ مدال طلا، ۱ مدال برنز شده‌است.